# Quinze
Quinze är en svensk animerad kortfilm från 2006 i regi av Roland Larsson. Som röstskådespelare hörs bland andra Clea Herlöfsson, Michalis Koutsogiannakis och Anneli Martini.

## Handling
Michelle söker sitt ursprung och sin far i ett äventyrsdrama med musikalinslag. Hennes resa går genom Europa ner till södra Frankrike där hon slutligen hittar en avdankad gammal rai-sångare.

## Röster
- Clea Herlöfsson – Michelle Lövstedt
- Michalis Koutsogiannakis – Cheb Malik, pappan
- Anneli Martini – mormor
- Menad	– pappans sång
- Peter Andersson – vakten
- Birgitta Andersson – TV-värdinnan
- Lennart Jähkel – fotografen
- Roger Snellman – Raimo Rajanen
- Sofia Allard – skivbolagstanten
- Adam Fietz – konferenciern

## Om filmen
Filmen producerades av Johanna Bergenstråhle för Happy Life Animation AB och Primal Music AB. Den animerades av Joel Staaf, Raul Lunia, Lars Nordén, Stefan Ljungberg, Kalle Sandzén, Maja Lindström och Arvid Steen. Manus skrevs av Hans Gunnarsson tillsammans med Larsson och Larsson var även klippare. Filmen premiärvisades den 30 januari 2006 på Göteborgs filmfestival och visades senare samma år i Sveriges Television.

## Musik
1. "Quinze", kompositörer Matti Bye, Carl-Michael Herlöfsson och Johan Israelson, framförd av Edith Söderström.[1]